# Künstlerhaus Kempten

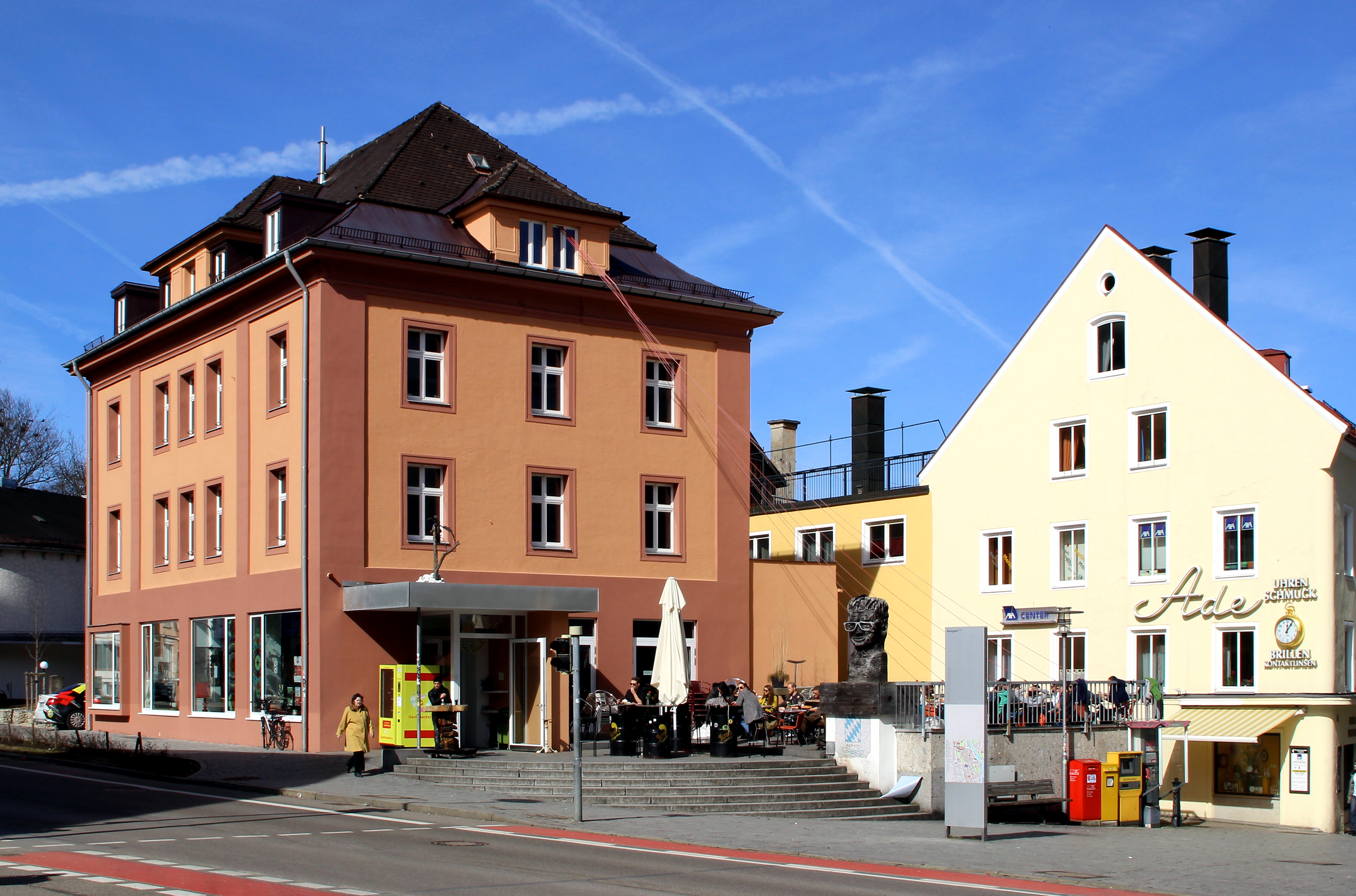
Das Künstlerhaus im Stadtzentrum von Kempten (2015)

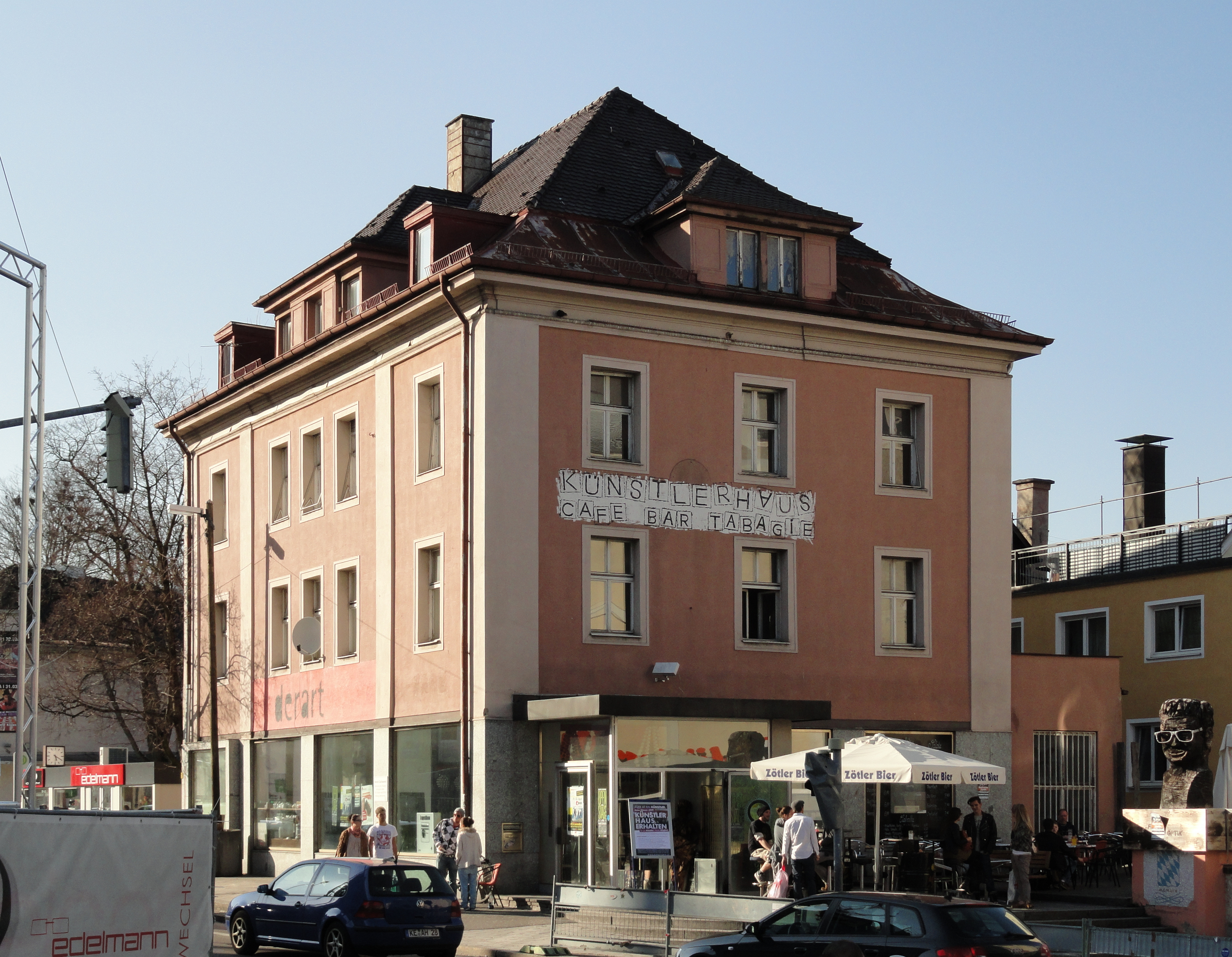
Das Künstlerhaus vor der Sanierung (2012)

Das Künstlerhaus Kempten ist ein im Jahr 1873 errichtetes Gebäude und generationenübergreifender Szenetreffpunkt in Kempten im Allgäu. Das Künstlerhaus ist ein Café, Restaurant, eine Kleinkunstbühne, Veranstaltungspunkt sowie kultureller Begegnungsort. Zuvor hatte das Haus International, ein Integrationsverein für ausländische Mitbürger, seinen Sitz in dem früheren Bank- und Wohngebäude. 2011 entstanden erneut Pläne, die Stadtvilla abzureißen, welche jedoch erfolglos blieben. Die heutige Fassade trägt das Künstlerhaus nach einer Renovierung seit 2013.

## Lage
Das Haus steht im ersten städtischen Ausbaugebiet nach der Öffnung der Stadtmauern an der Beethovenstraße und Fischerstraße, dem heutigen Eingangsbereich der südlichen Fußgängerzone und ensemblegeschützten Teil der Altstadt.
Zur Erbauungszeit des Hauses hieß die Straße Sedanstraße. Am Haus war eine Wandtafel mit folgender Inschrift angebracht:
1. September 1870:

Die Franzosen von den vereinigten deutschen Armeen in der

Schlacht bei Sedan geschlagen, an welcher das Kemptener 1.

Jäger-Bataillon hervorragenden Anteil nahm.
Die Tafel wurde nach der Umbenennung der Straße in Mussolinistraße (benannt nach dem italienischen Faschisten Benito Mussolini) im Zweiten Weltkrieg entfernt. Erst nach dem Krieg erhielt sie den Namen Beethovenstraße. Nördlich dahinter ist ein Teil der Stadtmauer erhalten. Westlich grenzt das Parktheater Kempten, eine Diskothek, an. Auf der gegenüberliegenden Straßenseite steht das gläserne Hochhaus Allgäu Tower, gegenüber dem Haupteingang im Westen das 1965 erbaute Quelle-Haus, das heute von der Drogerie- und Handelskette Müller gemietet ist.

## Geschichte des Hauses

### 19. Jahrhundert
Das Gebäude wurde 1873 von einem Steinmetzmeister als Wohnhaus erbaut und bewohnt. Das Haus hatte damals einen querrechteckigen Grundriss und vier Geschosse sowie einen Keller. Das oberste Wohngeschoss war in die erste Ebene des Dachbodens eingebaut. Der Keller hatte fünf überwölbte Räume und einen überwölbten Gang. Nördlich des Gebäudes war eine kleine Sickergrube unmittelbar am Fuß der sogenannten Zwingermauer (Stadtmauer) eingerichtet.
Das Gebäude wurde damals in den ehemaligen Stadtgraben vor dem Fischertor (abgebrochen 1866) gesetzt, wodurch die Südwand des Kellers ansatzweise die Begrenzung der alten Grabenböschung hat. Im gleichen Jahr stellte der Eigentümer noch einen Antrag zum Anbau einer Waschküche an der Nordwestecke. Der Anbau, in den die vorhandene Stadtmauer als Teil der Nordwand einbezogen wurde, hatte zwei darüberliegende Räume, die als sogenannte Holzremise angelegt waren. 1880 und 1885 erwarb ein Weinwirt das Gebäude. Nach einem weiteren Besitzerwechsel von 1893 war fortan ein Kaufmann als Eigentümer des Gebäudes verzeichnet.
1897 wurde das Gebäude zu Geschäftszwecken umgebaut. Die Witwe und der Sohn des Kaufmanns stellten einen Antrag auf Veränderungen der Südfassade. Den Entwurf für den Umbau im historistischen Stil legte der regional bekannte Architekt Ambros Madlener vor. Die größte bauliche Veränderung war der Einbau eines Zugangs von der Straße aus mit einer Treppe in das „Comptoir“. Zusätzlich wurden Schaufenster für einen Verkaufsladen beantragt. Nach dem Umbau hatte eine Bankgesellschaft ihren Sitz in dem Gebäude. Im gleichen Jahr wurde ein weiterer Bauantrag gestellt. Der Architekt Leonhard Heydecker aus Kempten entwarf in diesem Jahr das bis heute unverändert erhaltene Treppenhaus auf der Westseite. Das Geländer dieser Treppe besteht aus einem schmiedeeisernen Ornamentgitter und einem hölzernen Handlauf.

### 20. und 21. Jahrhundert

#### 1909 bis 1982: Bankhaus
1909 stellte die Bayerische Disconto- und Wechselbank AG (die spätere Bayerische Hypotheken- und Wechsel-Bank) einen Bauantrag auf den Einbau eines Tresors und weitere Umbauten im Haus, um dort eine richtige Bankfiliale eröffnen zu können. 1921 stellte die Bank, die inzwischen Eigentümerin des Hauses geworden war, einen Antrag auf Kellerausbau nach Süden und Osten, um den damaligen Ansprüchen an ein modernes Bankhaus gerecht zu werden. Die ausführenden Architekten waren das vor allem im Berliner Raum tätige Duo Richard Bielenberg und Josef Moser (Bielenberg & Moser). Das gesamte Bauwerk sollte nach Osten hin erweitert werden und im Süden zwei Anbauten in Form von Windfängen erhalten. Unter dem Vorgarten im Osten wurde eine neue und große Abortgrube eingerichtet. Der Keller wurde zum Teil in zwei Ebenen untergliedert. Die Fassade wurde im Stil der Gründerzeit mit einer aufwendigen Putzgliederung gestaltet: Das Parterre erhielt einen Zierputz mit breit gehaltenen Bändern um rundbogige Fenster. Die Tür wurde mit geschnitzten neobarocken Zierelementen versehen. Obwohl die Grundstücksnachbarn (heute Uhren Ade, Fischerstraße) und Redenbacher (heute unbebaute Wiese im Westen zum Parktheater hin) Einspruch gegen das Bauvorhaben erhoben, wurden die Bauarbeiten aufgrund der vorhandenen Erlaubnis der Stadt ausgeführt.
Ein Jahr darauf, im Jahr 1922, wurden die Wohnungen im Dachgeschoss und im zweiten Stockwerk umgebaut. Aus dieser Zeit sind zahlreiche Türen mit originalen Einsätzen aus geätztem Glas erhalten. Noch im gleichen Jahr wurde die Einfriedung des Vorgartens erneuert, trotz erneuten Einspruchs eines Grundstücksnachbarn. Kritikpunkt war vor allem die Pflanzung von zwei Bäumen. Die Stadt lehnte den Einspruch ab und genehmigte alle Arbeiten. Am 15. September 1922 fand die Wiedereröffnung der Bankfiliale statt.
1958 wollte die Bank den Vorgarten überbauen. Wiederum erhoben die Nachbarn Einsprüche, dieses Mal mit Erfolg. Die geplanten Arbeiten durften nicht ausgeführt werden. Von 1959 bis 1960 ließ die Bayerische Hypotheken- und Wechselbank weitere umfangreiche Bauarbeiten durchführen. Da ein nach Süden geplanter Ausbau nicht genehmigt wurde, bauten die Eigentümer das Erdgeschoss um. Hierbei wurden sämtliche Nebenräume ausgebrochen. Der dadurch geschaffene Großraum bildete von nun an die Schalterhalle der Bank. Das erste Stockwerk wurde zu Büroräumen umgestaltet, da diese im Erdgeschoss aufgegeben wurden. Der Vorgarten im Osten wurde im Frühjahr 1960 durch eine breit angelegte Freitreppe mit einer Terrasse ersetzt. Unter dieser entstand ein Einstellraum für Fahrräder. Eine neue, frei geschwungene Treppe führte in die oberen Stockwerke. Der neue Windfang im Osten wurde mit Bankschließfächern ausgestattet. Die zwei alten Windfänge an der Südseite wurden abgebrochen. Heute verläuft dort ein Gehweg über dem darunter liegenden Keller. Die Süd- und Ostfassade erhielten großflächige und rechteckige Schaufenster. Sämtliche Zeugnisse der Gründerzeit wurden entfernt und durch einen schlichten, glatten Putz ersetzt. An der Süd- und Ostfassade wurden Schriftzüge mit Leuchtbuchstaben angebracht. Am 22. Januar 1960 eröffnete die Bank mit 30 Angestellten die neu gestaltete Geschäftsstelle.

#### 1983 bis 2003: Haus International
Nachdem die Bank ihren Sitz 1982 verlagert hatte, stand das Gebäude zunächst leer. Die Stadt Kempten hat es daraufhin erworben. Pläne für ein neues Geschäftshaus und daraus resultierenden Abriss des Gebäudes scheiterten mehrfach. Von 1983 bis 2004 war dort das Haus International untergebracht. Der tragende Verein mit dem Namen Internationale Begegnung Kempten e.V wurde von der Evangelisch-Lutherischen Pfarrerin Inge Nimz (1925–2009) gegründet und geleitet. Den Verein gab es seit 1973 zunächst als Arbeitskreis, ab März 1982 besaß er den Status eines eingetragenen Vereins. Für ihre Arbeit zur Integration ausländischer Mitbürger, die sie vor allem im heutigen Künstlerhaus verrichtete, wurde sie mit dem Bundesverdienstkreuz ausgezeichnet; 2012 wurde im Osten der Stadt auf dem Drumlin der Inge-Nimz-Weg nach ihr benannt. Obwohl es den Verein bereits seit den 1970er Jahren gab, hatte der Integrationsverein keine eigenen Räumlichkeiten, schloss jedoch zum 1. Dezember 1982 einen Vertrag mit der Stadt Kempten zur Benutzung der Räume an der Beethovenstraße ab. Am 19. März 1983 wurde die Begegnungsstätte nach einer geringfügigen Renovierung offiziell eröffnet. Der Vertrag sollte zunächst zwei Jahre gültig sein – wurde jedoch mehrfach verlängert. Das Haus wurde damals als ideal für den Zweck gesehen. Der ehemalige Schalterraum im Erdgeschoss eignete sich für Veranstaltungen und Gastronomie. Das Haus wurde mit gespendetem Mobiliar ausgestattet. Die monatliche Miete betrug damals 250 DM plus 70 DM als Nebenkostenvorauszahlung. Zusätzliche Vereinbarung war das Anmieten von zwanzig Stellplätzen hinter der anliegenden Stadtmauer.
Im Jahr 1986 stellte der Integrationsverein einen Antrag auf Genehmigung einer Dönerbude. Der Verkaufsstand sollte an der Nordseite des Windfangs stehen, wurde jedoch nicht genehmigt, weil der Bestand des Hauses, welches weiterhin für den Abbruch vorgesehen war, nur ungern vertraglich gefestigt werden sollte. Der Pachtvertrag konnte damals innerhalb von zwei Monaten gekündigt werden. Die Stadt übernahm in der Folgezeit keine Instandhaltungskosten oder Bauunterhalt.
Immer wieder gab es Debatten um Standortverwendung. So setzten sich verschiedene Interessengruppen für das Gebäude ein: einerseits für die Errichtung eines größeren Geschäftshauses, anderseits für die Einrichtung einer kleinen Parkanlage, um freie Sicht auf die historische Stadtmauer zu gewähren beziehungsweise für den Erhalt des Bauwerks.

#### Seit 2003: Künstlerhaus
Seit dem Auszug des Integrationsvereins im Jahr 2003 in die Glockenschule an der Poststraße trägt das Gebäude den Namen Künstlerhaus, Künstlercafé oder nur Künstler. Von dieser Zeit an war der Künstler Stephan Rustige zeitweise der Pächter zusammen mit dem Gastronom Gery Kantor. Neben der Bezeichnung Künstlerhaus war der Projekttitel eines kurzzeitigen Kunstprojekts „culture squat“ (Kunstunterschlupf) an der Fassade als Gebäudebezeichnung geschrieben. In dieser Zeit wurde an vielen Stellen Eingriffe in die Bausubstanz vorgenommen: Mauern wurden durchbrochen, Umrisse von menschlichen Körpern wurden aus dem Boden geschnitten, so dass das Bodenniveau an einigen Stellen niedriger ist. Der Pächter Rustige sah den Abriss als Höhe- und Endpunkt seines Kunstprojekts. 2004 verließ dieser jedoch das Haus und überließ Kantor die alleinige Geschäftsführung. Im Winter 2004 erfolgte eine weitere Vertragsverlängerung, da erneut kein Investor für den Neubau gefunden werden konnte.
2006 haben im Haus bereits Schülergruppen aber auch renommierte Künstler wie Friedrich Hechelmann eigene Werke im Künstlerhaus ausgestellt. Es entwickelte sich zu einem unverzichtbaren Ort für kunstliebende Menschen aus der Region. In den oberen Stockwerken befindet sich ein ovaler Raum, der mit Holz- und Linealstreifen geformt ist und von einer Künstlergruppe in wochenlanger Arbeit geschaffen wurde. Lichtquelle für diesen Raum ist lediglich ein Dachfenster. Vor dem alten Banktresor im Keller wurde der Raum mit figürlichen Darstellungen bemalt.
Seit 2011 wird das Haus von der Stadt Kempten als Eigentümerin an zwei Studenten verpachtet, die an der Hochschule Kempten studieren. Diese kümmern sich um Veranstaltungen, Ausstellungen sowie um die Gastronomie. Auf Ausstellungen in den oberen Stockwerken muss aus feuerpolizeilichen und sicherheitstechnischen Gründen jedoch verzichtet werden.

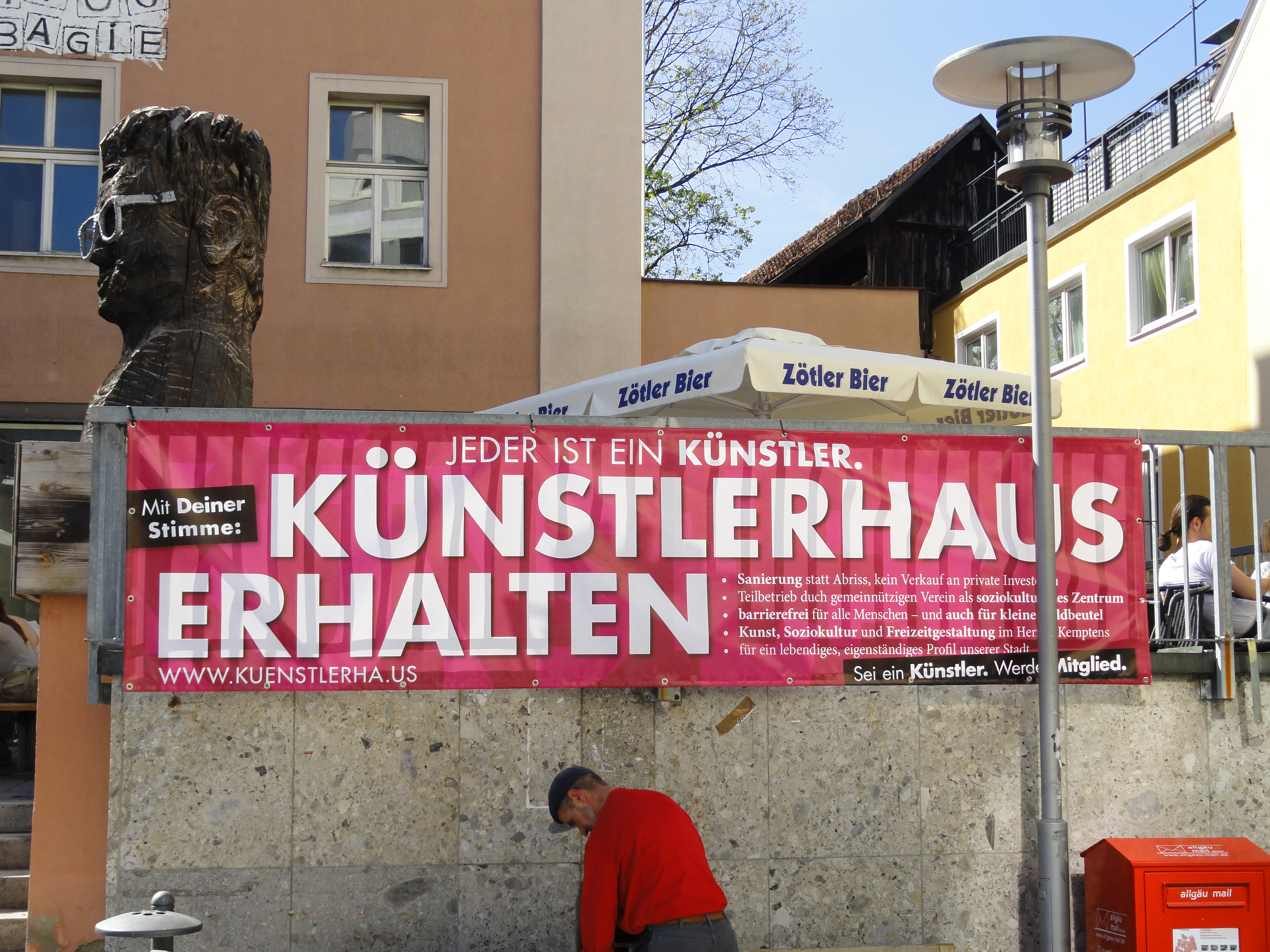
Plakat des Unterstützervereins an der Terrasse des Künstlerhauses

Seit dem Jahreswechsel 2011/12 entbrannte in den regionalen Medien eine rege Diskussion zwischen den Pächtern und der Stadt um die zukünftige Nutzung, da der Pachtvertrag mit den beiden Studenten im Juli 2012 enden sollte. Zunächst plante die Stadt, das Haus wegen seines schlechten Zustands abzureißen, suchte jedoch nach den Protesten aus breiten Teilen der Bevölkerung Möglichkeiten, es zu erhalten. Unter anderem zeigte der Koch Christian Henze, unter Aufgabe der derzeitigen künstlerischen und sozialen Nutzung, Interesse an dem Gebäude. Henze erntete daraufhin auf seiner eigenen Facebook-Fanseite einen Proteststurm aus der Kemptener Bevölkerung.
Zur Bewahrung des kulturellen Zwecks des Künstlerhauses wurde Anfang 2012 ein Unterstützerverein ins Leben gerufen. Der Künstlerhaus e. V. hatte bereits kurz nach seiner Gründung über 370 Mitglieder (Stand: April 2012).
Am 24. April 2012 wurde bekannt gegeben, dass sich der Haupt- und Finanzausschuss der Stadt Kempten am Vortag einstimmig für den Erhalt des Hauses und eine Zusammenarbeit mit dem Verein Künstlerhaus e. V. ausgesprochen hat. Trotz der Vielzahl der Interessenten aus Gastronomie und Einzelhandel für das Gebäude, entschied sich der Ausschuss für eine Übernahme des Künstlerhauses durch die Sozialbau Kempten GmbH. Die Sozialbau könnte nach Aussage von deren Geschäftsführer Herbert Singer im Winter 2012 mit der Sanierung beginnen. Bei der öffentlichen Sitzung des Ausschusses reichten wegen der großen Zuhörerteilnahme die Stühle im kleinen Sitzungssaal des Rathauses nicht mehr aus. Ludwig Frick, SPD- sowie Haupt- und Finanzausschussmitglied, hob die Bedeutung des Künstlerhauses während der Sitzung als das „Stadtbild prägend“ hervor. Der Oberbürgermeister Ulrich Netzer sagte beim Ausschuss, dass bei der Thematik „ein hervorragendes Bürgerengagement entstanden [ist]“. Das Stadtoberhaupt bedankte sich vor allem bei den zahlreich erschienenen Jugendlichen im Sitzungssaal und sagte noch, dass „kulturelles Leben [sich dann entwickelt], wenn es nicht von oben verordnet wird“.

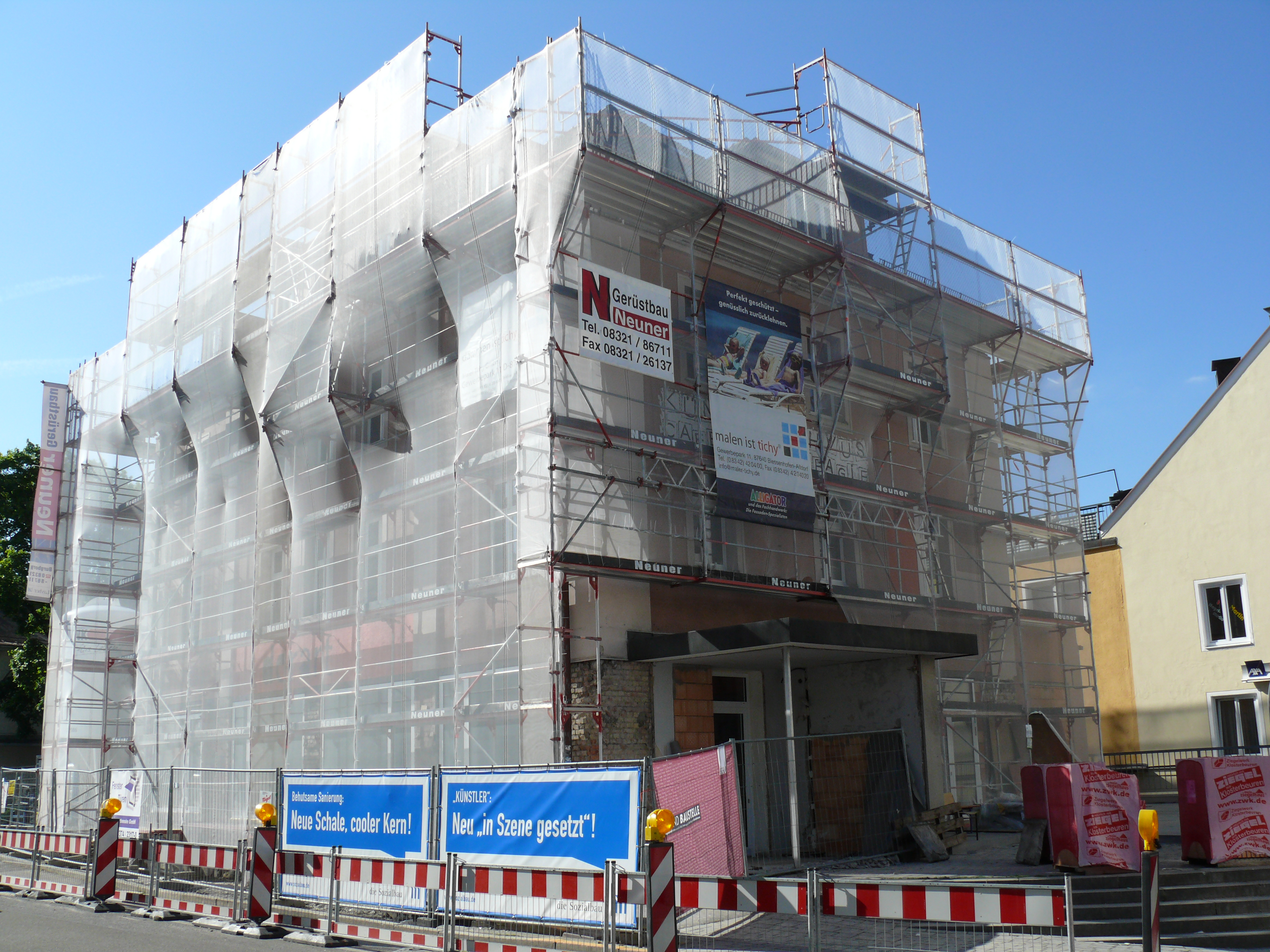
Künstlerhaus während des Umbaus im Juni 2013

Die endgültige Entscheidung zum Erhalt des Hauses wurde am 1. Oktober 2012 beschlossen. Die stadteigene Städtebau- und Wohnungsgesellschaft Sozialbau schloss mit der Stadt Kempten einen Kaufvertrag über das Gebäude ab. Zeitgleich wurde der Pachtvertrag mit dem Künstlerhaus-Verein über die weitere Nutzung abgewickelt. Zwischen 2013 und 2014 wurde das Künstlerhaus nach Plänen des Kemptner Architekten Wilhelm Huber saniert. Für Kosten von etwa 900.000 Euro sollte das Künstlerhaus von der Sozialbau saniert werden.
Ende Juli 2013 wurde das Künstlerhaus mit einer Eröffnungswoche den Gästen wieder zugänglich gemacht. In dieser und der darauffolgenden Zeit stellten 110 Künstler aus dem gesamten Allgäu in der Ausstellung „Vollkunst/Kunstvoll“ insgesamt 225 Werke bis in den September des gleichen Jahres aus.

## Bauwerk

### Architektur
Das heute als Künstlerhaus bezeichnete ehemalige Bankgebäude hat ein Walmdach über drei Stockwerken, welche unterkellert sind. Im Keller steht ein Tresor aus Bankzeiten, vom Erdgeschoss führt eine freie, sich aufteilende, geschwungene Treppe in die oberen Stockwerke. Vor dem im Osten liegenden Eingang des Gebäudes befindet sich eine Terrasse, im Süden grenzt der Gehsteig der Beethovenstraße direkt an das Gebäude.

### Verwendung
Das Künstlerhaus dient der Sozio-, Kunst- und Unternehmenskultur. Das soziokulturelle Zentrum der Stadt veranstaltet Ausstellungen für Künstler und deren Werke, Theatervorstellungen wie Improvisationstheater. Des Weiteren treffen sich dort junge und ältere Menschen, etwa um Schach zu spielen. Neben diesen Zwecken dient das Künstlerhaus als Gastronomieangebot an der ersten ausgebauten Fußgängerzone in Schwaben. Rainer von Vielen tritt im Künstlerhaus auf. Die Gruppe Die Wendejacken tritt regelmäßig mit ihrem Improvisationstheater auf. Die preisgekrönten Kunstschaffenden Jörg Maxzin und Stephan Rustige stellten ihre Werke im Kemptener Künstlerhaus aus. Der Musiker Murat Parlak spielt mit seiner Band Soul Babies regelmäßig Konzerte im Künstlercafé. Die Band Claire eröffnete ihre „The Great Escape“-Tour am 8. November 2013 im Künstlerhaus.

## Veröffentlichungen
- Stephan A. Schmidt, Freunde der Altstadt Kemptens e.V (Hrsg.): Quo vadis, Künstler? In: Der Altstadtbrief. 2011, 32. Jahrgang, Nr. 38, S. 28–30.
- UniCredit Bank (Hrsg.): Geschichte der Hypovereinsbank Kempten. Oktober 2011. (online, PDF, abgerufen am 28. Mai 2012)